# Rastrelliger brachysoma

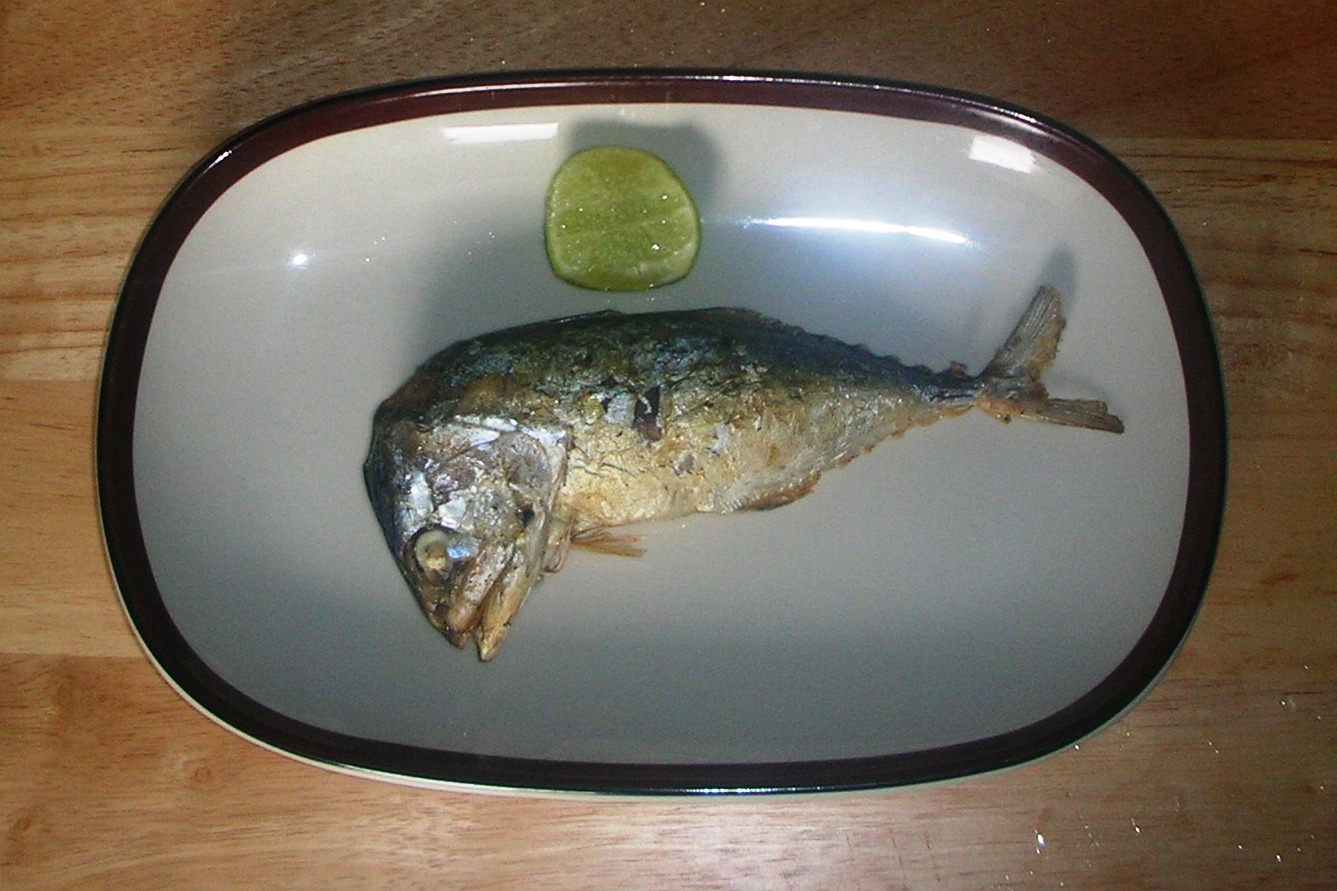
Pla thu talilandès

Rastrelliger brachysoma és una espècie de peix de la família dels escòmbrids i de l'ordre dels perciformes.
És un peix molt popular a la cuina tailandesa, on es coneix amb el nom de Pla thu i es ven ja processat sense brànquies i amb el cap doblegat cap al ventre.

## Morfologia
Els mascles poden assolir els 34,5 cm de longitud total.

## Distribució geogràfica
Es troba des del Mar d'Andaman fins a Tailàndia, Indonèsia, Papua Nova Guinea, les Filipines, Salomó i Fidji.